# Dødningehaanden (Stemmen i Telefonen)
Dødningehaanden (Stemmen i Telefonen) er en amerikansk stumfilm fra 1917 af Stuart Paton.

## Medvirkende
- Ben F. Wilson som John Shirley
- Neva Gerber som Polly Marion
- Francis McDonald som Red Warren
- Joseph W. Girard som Dr. Reynolds
- Nigel De Brulier som Duval